# Hyllarima
Hyllarima war eine antike Stadt in der kleinasiatischen Landschaft Karien im Westen der heutigen Türkei.
Hyllarima bestand, wie eine dort gefundene Inschrift zeigt, bereits im 3. Jahrhundert v. Chr. und gehörte zwischen 189 und 167 v. Chr. zum Festlandbesitz der Insel Rhodos. Von der Stadt sind umfangreiche Ruinen u. a. der Agora, eines Theaters und einer Synagoge erhalten. Im Territorium von Hyllarima lagen mehrere Heiligtümer. Während der römischen Kaiserzeit prägte die Stadt Münzen. Möglicherweise kann es mit der hethitischen Stadt Wallarimma identifiziert werden.
Auf ein spätantikes Bistum der Stadt geht das Titularbistum Hyllarima der römisch-katholischen Kirche zurück.